# 100 (Fear the Walking Dead)
«100» — es el cuarto episodio de la tercera temporada de la serie de televisión posapocalíptica, horror Fear the Walking Dead. Se estrenó el 18 de junio de 2017. Estuvo dirigido por Alex Garcia Lopez y el guion estuvo a cargo de Alan Page.
Este episodio marca la primera aparición de Lisandra Tena como Lola Guerrero, quien juega un papel destacado en esta temporada, este episodio también es el primero en ser hablado total y principalmente en español.

## Trama
A través de flashbacks, Daniel había sobrevivido al incendio y escapó a Tijuana, donde fue salvado de la muerte por una banda de refugiados encabezada por Efraín Morales, quien consuela el dolor de Daniel por perder a Ofelia. Mientras se defiende de los infectados, Daniel cae a las alcantarillas que conducen a la presa González, donde Lola Guerrero, una de las trabajadoras de Dante, le ahorra la muerte. La experiencia militar de Daniel lo ha convertido en uno de los operativos de Dante y él traiciona a Efraín y luego lo tortura– pero Lola expone su complicidad en robos de agua para detenerlo. Strand también espera su ejecución y se ofrece a llevar a Daniel a Ofelia en el hotel. Aunque Daniel ayuda a ejecutar a uno de los trabajadores de Lola, en lugar de matar a Lola, mata a Dante y sus guardaespaldas, entregando la presa a Lola.

## Recepción
"100", recibió críticas positivas de la crítica. En Rotten Tomatoes, "100" obtuvo una calificación del 75%, con una calificación promedio de 7.5/10 basada en 8 reseñas.
Matt Fowler de IGN le dio a "100" una calificación de 9/10, indicando; "" 100 "se sintió fresco e inmediato y, por primera vez, a pesar de que solo se centró en un personaje principal, Fear the Walking Dead se sintió totalmente como su propio esfuerzo único. El mismo universo que la serie original, seguro, pero con vitalidad diferentes perspectivas, ángulos y objetivos. Respondió a la pregunta recurrente "¿Por qué tener otro programa de Walking Dead?", ya que Daniel se salvaba constantemente mientras se le colocaba constantemente en situaciones en las que se le pedía que hiciera daño a personas inocentes. incluso tenía una gran deuda con. Fue impresionante y Ruben Blades fue fascinante".

### Calificaciones
"100" fue visto por 2,40 millones de espectadores en los Estados Unidos en su fecha de emisión original, por debajo de la calificación del episodios anterior de 2,50 millones.